# Moby-Dick-Eisfall
Der Moby-Dick-Eisfall (polnisch Lodowiec Moby Dicka) ist ein Gletscherbruch an der Ostküste von King George Island im Archipel der Südlichen Shetlandinseln. Er mündet in das Kopfende der Destruction Bay.
Teilnehmer einer polnischen Antarktisexpedition benannten ihn 1981 nach dem berühmten weißen Wal aus Herman Melvilles 1851 veröffentlichtem Roman Moby-Dick.